# Matapan
Matapan (gr. Ματαπάς, Matapas), Tenaron (gr. Ταίναρο, Tenaro; staroż. Tajnaron) – najdalej na południe wysunięty przylądek Peloponezu.

## W historii
Miejsce stacjonowania wojsk najemnych w czasie wojny lamijskiej, które dowodzone przez Leosthenesa, w październiku 323 roku p.n.e. rozpoczęły działania zbrojne przeciwko Macedonii, a po połączeniu sił z wojskami etolskimi zajęły Termopile. W 1717 roku rozegrała się tam nierozstrzygnięta militarnie, lecz wykorzystana przez Turcję dla zatrzymania całości Peloponezu, bitwa morska podczas VIII wojny wenecko-tureckiej. W 1941 roku niedaleko przylądka miała miejsce największa bitwa morska na Morzu Śródziemnym stoczona w czasie II wojny światowej. W okresie od średniowiecza do uformowania się nowożytnego państwa greckiego – także ważna baza piratów.

## W kulturze i mitologii
Tajnaron wymieniany jest jako ostatni etap wędrówki Heraklesa, związany z próbą unicestwienia go przez króla Eurysteusza, który z obawy przed niezwykłą siłą bohatera zlecił mu wykonanie dwunastu prac niewykonalnych dla zwykłego śmiertelnika. Na przylądku bohater stanął w poszukiwaniu wejścia do Hadesu – krainy zmarłych. Miał stamtąd sprowadzić Cerbera – psa o trzech głowach, strzegącego, by dusze zmarłych nie wydostały się z otchłani do świata żywych, a zarazem wykonać ostatnie zadanie. Gdy udało mu się zejść do podziemi, Charon nie odważył się żądać zapłaty przewożąc go na drugi brzeg Styksu. Nie lękając się otaczających go cieni, Herakles odważnie przeszedł przez krainę umarłych, a stając przed Hadesem i Persefoną, poprosił ich o możliwość wykonania ostatniego zadania; uzyskał zgodę pod warunkiem, że nie użyje żadnej broni. heros pochwycił bestię i mimo jej oporu wyciągnął Cerbera na powierzchnię, powracając następnie ze stworem do Myken, gdzie go wypuścił, wykonując w ten sposób ostatnie zadanie i odzyskując wolność.
Według Strabona starożytni traktowali przylądek jako ważny punkt orientacyjny, licząc od tego miejsca morskie odległości. Nazwa Matapan pojawia się dopiero w okresie zwierzchności tureckiej.

## Krajobraz i warunki dzisiejsze
Wszędzie widnieją ślady bogatego dawniejszego osadnictwa, rozwijającego się w przeszłości także dzięki pirackiemu zajęciu mieszkańców. Przylądek pełen jest pozostałości kamiennych wież i siedzib obronnych, ogrodów przy ruinach domostw i ruin świątyń greckoprawosławnych. Na końcu asfaltowej drogi, nad naturalną przystanią – zatoczką, wznoszą się ruiny antycznej wyroczni i niewielkiej świątyni Posejdona, niegdyś słynącej bogactwem gromadzonych tu darów wotywnych, a następnie przebudowanej na chrześcijańską. Dalej (jedynie pieszo) widoczne są fundamenty i dobrze zachowane mozaikowe posadzki willi rzymskich. Strome, jałowe dziś szczyty górskie wciąż pozostają pocięte dawnymi tarasami poletek uprawnych i mnóstwem murków oporowych. Środek półwyspu zajmuje rozległy, łagodny płaskowyż, szczególnie wietrzny, z widokiem na otaczający akwen morski, do kwietnia (ze względu na nieobecność węży i świeżą jeszcze roślinność) dogodny dla pieszych wędrówek, później jednak trudno dostępny wobec zaniku dróg i opuszczenia przez stałych mieszkańców – dawnych piratów.
Przy kilku asfaltowych drogach lokalnych powstały punkty małej bazy turystycznej. Prócz nich, łącznie kilkanaście domostw weekendowych – jak wszędzie w Mani, tradycyjnie budowanych z kamienia, często też autentycznie zabytkowych. Na cyplu znajduje się latarnia morska, do której wiedzie do niej jeden z dwóch oznakowanych szlaków turystycznych. Na okolicznym dnie morskim wiele rozproszonych pozostałości z zatopionych przez tysiąclecia statków i okrętów.
Najczęściej używana w Grecji nazwa przylądka, umieszczana też na znakach drogowych, to Tenaron, Tainaro.